# غريغ (اسم)
غريغ (Greg) هو اسم يطلق على المذكر، وعموما هو اسم مختصر لـ غريغوري. أيضا ققد يكون اسم غريغ في بعض الأحيان لقب.
|  |

## أشخاص

### الاسم المعطى
- غريغ ادامز (توضيح)
- غريغ أندرسون (توضيح)
- غريغ بال (دراج) (مواليد 1974)، دراج أسترالي بارالمبي
- غريغ ابال (سياسي) (مواليد 1977)، عضو مجلس الشيوخ عن ولاية نيويورك
- غريغ بيفل (مواليد 1969)، سائق ناسكار أمريكي
- غريغ برادي (مذيع) (مواليد 1971)، مذيع رياضي راديو كند
- غريغ براون (توضيح)
- غريغ كوكس (كرة قدم أمريكية) (مواليد 1965)، الأمريكي، الرابطة الوطنية لكرة القدم
- غريغ كوكس (كاتب) (مواليد 1959)، كاتب الخيال العلمي الأمريكي
- غريغ ديفيس (توضيح)
- غريغ إليس (توضيح)
- غريغ إيفانز (توضيح)
- غريغ فوستر (كرة سلة) (مواليد 1968)، الأمريكي، لاعب كرة سلة محترف سايق
- غريغ فوستر (حواجز) (مواليد 1958)، حواجز الأمريكي
- غريغ جان (بيسبول) (مواليد 1961)، الأميركي لاعب دوري البيسبول السابق
- غريغ جان (مصارع) (مواليد 1948)، الأمريكي مصارع محترف سابق
- غريغ جيبسون (حكم) (مواليد 1968)، حكم في دوري البيسبول
- غريغ جيبسون (مصارع) (مواليد 1953)، الأمريكي، مصارعة يونانية ورومانية وحرة
- غريغ هاريس (توضيح)
- غريغ جاكسون (توضيح)
- غريغ جيمس (توضيح)
- غريغ جونز (توضيح)
  - جريج جونز (تنس) (Greg Jones) لاعب كرة مضرب أسترالي
- غريغ كينغ (مؤلف) (مواليد 1964)، الكاتب الأمريكي
- غريغ كينغ (محام) (1969-2012)، محامي نيوزيلندا
- غريغ كينغ (اتحاد الرغبي) (مواليد 1988)، لاعب اتحاد الرغبي الإنجليزي
- غريغ لامبرت (لاعب كريكيت) (مواليد 1980)، لاعب كريكيت إنجليزي
- غريغ لامبرت (لاعب كرة قدم) (مواليد 1947)، لاعب كرة القدم أسترالي سابق
- جريج لوموند غريغ ليموند (مواليد 1961)، دراج أمريكي، فائز ثلاث مرات من سباق فرنسا للدراجات
- غريغ لويس (توضيح)
- غريغ لونغ (مغني) (مواليد 1966)، المغني الموسيقى المسيحية المعاصرة وعضو أفالون
- غريغ لونغ (سيرفر) (مواليد 1984)، سيرفر الأمريكي
- غريغ مادوكس (مواليد 1966)، الأميركي السابق جرة دوري البيسبول، عضو قاعة البيسبول من شهرة
- غريغ مانكز (مواليد 1992)، لاعب كرة القدم الأمريكية
- غريغ ميلر (توضيح)
- غريغ مايرز (كرة القدم الأمريكية) (مواليد 1972)، لاعب دوري كرة القدم الأمريكي السابق
- غريغ مايرز (البيسبول) (مواليد 1966)، الأميركي، لاعب بيسبول سابق
- غريغ أولسن (كرة قدم أمريكية) (مواليد 1985)
- غريغ أولسن (فنان) (ولد في 1958)، [لتر-دي سانت الفنان
- غريغ أولسون (بيسبول) (مواليد 1960)، لاعب البيسبول سابق
- غريغ أولسون (كرة قدم أمريكية) (مواليد 1963)، مدرب في الرابطة الوطنية لكرة القدم الأمريكية
- جريج بيج (ملاكم) غريغ بيج (1958-2009)، ملاكم أميركي سابق بطل الوزن الثقيل
- غريغ بيج (موسيقي) (مواليد 1972)، مغني زموسيقي أسترالي
- غريغ بارك (لاعب كرة القدم) (مواليد 1948)، لاعب كرة قدم أسترالي سابق
- غريغ روبنسون (مدرب كرة قدم أمريكية) (ولد عام 1951)، مدرب كرة القدم الأمريكية
- غريغ روبنسون (هجوم بكارة) (مواليد 1992)، هجوما الأمريكية الرابطة الوطنية لكرة القدم
- غريغ روبنسون (يركض إلى الخلف) (مواليد 1969)، الرابطة الوطنية الأمريكي السابق لكرة القدم يركض إلى الخلف
- غريغ سكوت (توضيح)
- غريغ سميث (توضيح)
- غريغ ساتون (كرة سلة) (مواليد 1967)، الأميركي لاعب كرة سلة السابق
- غريغ ساتون (كرة قدم) (مواليد 1977)، لاعب كرة القدم الكندية
- غريغ زويرلين (كرة قدم أمريكية) (مواليد 1987)، الأمريكية الرابطة الوطنية لكرة القدم
- غريغ زويرلين (الشكل متزلج) (مواليد 1988)، الأمريكية راقصة سابقة على الجليد
- غريغ لوغانيس (Greg Louganis) لاعب أولمبي لرياضة غطس من الولايات المتحدة. وفاز بما مجموعه 5 ميداليات.
- غريغ كينير (Greg Kinnear)
- جريج راي (Greg Ray) سائق فورملا 1 هندي.
- غريغ غرونبرغ (Greg Grunberg) ممثل أمريكي يهودي من مواليد 11 يوليو 1966.
- غريغ فاني (Greg Vanney) لاعب كرة قدم أمريكي دولي
- جريج مونرو (Greg Monroe) لاعب كرة سلة أمريكي يلعب مع فريق ديترويت
- غريغ رذرفورد غريغوري جيمس «غريغ» رذرفورد (بالإنجليزية: Gregory James "Greg" Rutherford) هو متسابق بريطاني في القفز طويل وعداء
- غريغ أبوت (لاعب كرة قدم) (Greg Abbott)؛ مدرب كرة قدم إنجليزي
- جريج سميث (Greg Smith) لاعب كرة سلة أمريكي يلعب مع فريق دالاس مافيريكس
- جريج كايت (بالإنجليزية: Greg Kite) لاعب كرة سلة محترف أمريكي معتزل
- غريغ إيرس (Greg Ayres) (اسمه الكامل غريغوري سكوت إيرس (Gregory Scott Ayres)) ممثل أمريكي
- غريغ ويتيكروس (Greg Whitecross) لاعب كرة مضرب أسترالي
- جريج هندرسون (Greg Henderson) دراج نيوزلندي سابق في صنف سباق الدراجات على الطريق وعلى المضمار
- جريج تيمرمانز (Greg Timmermans) ممثل بلجيكي.
- غريغ ليك (Greg Lake) مغني
- جريج هافيلي جريجوري «جريج» هافيلي (بالإنجليزية: Gregory "Greg" Heffley) بطل رواية الرئيسي للكتاب الخيال الواقعي في سلسلة كتب مذكرات طفل
- جريج فان أفرمت (Greg Van Avermaet) دراج بلجيكي في صنف سباق الدراجات على الطريق.
- جريج هوجن (Greg Haugen) ملاكم أمريكي سابق صنّف ضمن فئة الوزن الخفيف
- جريج هوتون (Greg Haughton) عداء جامايكي متخصص
- غريغ هانزفورد سي ولفئة 50 سي سي. توفي إثر حادث تعرض له أثناء السباق.
- جريج مور (بالإنجليزية: Greg Moore) رياضياتي، وفيزيائي، وأستاذ جامعي أمريكي.
- جريج هيربولد (Greg Herbold) دراج أمريكي.
- جريج فينلي (Greg Finley) ممثل أفلام، وممثل تلفزيوني من الولايات المتحدة
- جريج ستيمسما (Greg Stiemsma) لاعب كرة سلة أمريكي
- غريغ هولمز (تنس) (Greg Holmes) لاعب كرة مضرب أمريكي
- غريغ أنتوني (بالإنجليزية: Greg Anthony) لاعب كرة سلة
- جريج أودن (بالإنجليزية: Greg Oden) لاعب كرة سلة أمريكي
- غريغ باكنر (بالإنجليزية: Greg Buckner) لاعب كرة سلة
- كريغ هالفورد (تحويلة من Greg Halford) غريغوري هالفورد، من مواليد

### اللقب
- جريج  [لغات أخرى]‏, origin and list of people with the surnames Greg and Gregg

### اسم مستعار
- غريغ (كاتب), the pseudonym of the Belgian comic book artist Michel Regnier

## شخصيات خيالية
- one of the lead characters of دارما وغريغ (مسلسل), an American sitcom, played by Thomas Gibson
- Greg Brady (Brady Bunch), on the American sitcom The Brady Bunch
- Greg Foster (The Young and the Restless), on the American soap opera The Young and the Restless
- Greg Jessop, on the British soap opera EastEnders
- Greg Nelson, on the American soap opera All My Children
- Greg the Bunny, a puppet in a شبكة فوكس التلفزيونية sitcom of the same name
- Greg, the secondary main character in خلف حائط الحديقة (مسلسل قصير)
- Greg Universe, the father of the main character in the كرتون نتورك show ستيفن البطل
- جريج هافيلي، protagonist of the children's series مذكرات طالب (سلسلة)